# エリック・ルータン
エリック・ルータン（Erik Rutan、1971年6月10日 - ）は、アメリカ合衆国ニュージャージー州のヘヴィメタル・ミュージシャン、プロデューサー。ヘイト・エターナル、アラス、カンニバル・コープスのメンバー。また、リッピング・コープス、モービッド・エンジェルの元メンバーでもある。
フロリダ州に「マナ・レコーディング・スタジオ」と呼ばれる自身のレコーディングスタジオを運営している。

## 来歴
リッピング・コープスでキャリアをスタートさせ、1991年リリースのアルバム『Dreaming with the Dead』をレコーディングに参加。1995年頃にモービッド・エンジェルに加入し、『Domination』（1995年）をレコーディングした後、1996年に脱退し、自身のデスメタルバンド、ヘイト・エターナルを結成し、1999年にアルバム『Conquering the Throne』をリリースした。その後、ルータンはモービッド・エンジェルに戻り、2000年にリリースされた『Gateways to Annihilation』のレコーディングに参加し、ヘイト・エターナルに専念するため再びモービッド・エンジェルを脱退し、2002年に『King of All Kings』、2005年に『I, Monarch』とアルバムをリリース。彼は、2006年、夏のヨーロッパ・ツアーでモービッド・エンジェルに再加入した。この動きについて、他のバンドメンバーは、「10年ぶりにドミネーションのラインナップが揃ったエキサイティングなイベントになることは間違いない！」と語っている。このツアーには、ヴァッケン・オープン・エア・フェスティバルへの参加も含まれていた。
ルータンは、彼の演奏のさまざまな側面を強調するサイド・プロジェクトを数多く手がけてきており、セリオンの元ボーカリスト、マルティナ・アストナーとプログレッシブ・メタルバンド、アラスを結成し、2001年にアルバム『アブソリュート・ピュリティ』をリリースした。
Annotations of an Autopsyのアルバム『II: The Reign of Darkness』収録曲である「Bone Crown」でゲストボーカルを務めてた。
2019年1月18日、カンニバル・コープスのパット・オブライエンの代役として冬と春の残りのツアー日程に参加することが発表された。また2021年2月2日に同バンドの正式メンバーとして加入し、15枚目のアルバム『Violence Unimagined』に参加した。